# 衛審𡷣
衛審𡷣（？—942年7月2日），五代十国后唐、后晋官员。
衛審𡷣在後唐为河中都指挥使。康福担任灵武节度使，他奉命赴镇宣授，担任步军都指挥使。在青岗峡击破当地吐蕃部落，在河西击败李宾，有功，授任为郢州刺史、檢校司空。他在后晋担任左威卫上将军。天福七年五月十六己亥日，衛審𡷣去世，赠太子少保。

## 注
1. ↑  《册府元龟》卷三百六十
2. ↑  《旧五代史》卷八十